# Vasili Trediakovski
Vasíli Kirílovich Trediakóvski (Astracán, 5 de marzo de 1703–San Petersburgo, 6 de agosto de 1769) fue un notable poeta, traductor, lexicógrafo, fabulista y científico ruso.

## Biografía
Nació en Astracán, en la familia de un pope (sacerdote en la Iglesia ortodoxa rusa) pobre. Sus primeros estudios los realizó en su ciudad natal, en una escuela católica de frailes capuchinos, donde aprendió latín. En 1723 ingresó en la Academia Eslava Griega Latina de Moscú. Por entonces escribió sus primeros dramas (Jasón, El hijo de Vespasiano, Deidamia). En 1725 escribió la elegía Llanto a la muerte de Pedro I. 
Ávido de saber, abandonó la Academia y en 1726, "yendo a pie debido a mi extrema pobreza" llegó en once meses a La Haya atravesando gran parte de Europa para continuar sus estudios de Teología y Filosofía. Allí permaneció dos años y compuso su Retrato de una tormenta en La Haya; después se trasladó a París, donde el embajador ruso se interesó por él, le proporcionó apoyo y ayuda material e intercedió ante las autoridades académicas para que fuese admitido en La Sorbona, donde estudió Matemáticas, Teología, Filosofía, Latín, Alemán, Historia y Literatura durante tres años (1726-1730). Fruto de esta estancia fueron sus Versos de elogio sobre París (1728) y Versos de elogio sobre Rusia (1728).
En 1730 regresó a su país natal convertido en un erudito políglota y, con la ayuda del príncipe A. B. Kurakin, publicó su primera obra impresa, una traducción de la novela de Paul Tallemant le Jeune El viaje a la isla del amor (Voyage de l'isle d'amour), (1663). Era la primera vez que se imprimía en Rusia una novela enteramente mundana, galante y escrita en lengua rusa moderna en vez de en eslavo eclesiástico. Trediakovski escribió un prefacio al libro en el que abogaba por el uso de la lengua rusa contemporánea en lugar del eslavo eclesiástico en las nuevas obras literarias. Pese a su éxito general, constituyó un escándalo en los círculos más conservadores, que tildaron de pervertido a Trediakovski. 
El caso es que en 1732 fue nombrado traductor de la Academia de Ciencias de Rusia y en 1733 lo designaron su secretario, siendo el primer miembro completamente ruso de la misma, pues era una institución casi por entero formada por alemanes. En una conferencia leída en 1735, Trediakovski expresó su ambiciosa empresa de codificar un nuevo idioma literario, para lo que se hacía perentorio crear una nueva gramática, un diccionario y un manual de retórica riguroso. Además fue prácticamente el poeta oficial en la Corte de Ana de Rusia y en 1745 fue nombrado académico y profesor de retórica rusa y latina. Y no se limitó a proponerlo: a finales de la década de 1730 había ya compilado un diccionario ruso de 60.000 entradas, muchas de las cuales eran nuevas e iban acompañadas de sus equivalentes en francés y latín. Y este trabajo inédito sirvió de base para el diccionario (de 6 volúmenes) que publicó la Academia en 1794.
Todo esto, sin embargo, le atrajo muchas envidias y nunca fue apreciado por sus contemporáneos, ni siquiera por los miembros de la Academia, también por su carácter modesto, humilde y apocado (en una ocasión, con motivo de la donación a la emperatriz Anna Ivanovna de sus odas, se arrastró de rodillas desde la puerta hasta el trono), que lo volvía víctima propiciatoria de todo tipo de desaires y vejaciones; incluso fue agredido por un alto dignatario llamado Volynski. A tanto llegaron las intrigas que en 1759 fue expulsado de la Academia. Entre sus enemigos acérrimos figuraban Mijaíl Lomonósov y Aleksandr Sumarókov, que se burlaron sin piedad de su escaso talento poético. Tras la expulsión vivió modestamente de sus innumerables traducciones y de clases particulares, sin ayuda ni pensión alguna a pesar de sus largos de años de labor académica y pedagógica. Y siempre continuó trabajando incansable hasta el último día.
Fue uno de los primeros teóricos de la literatura en Rusia. Publicó en 1735 una obra de métrica esencial, su Nuevo y conciso método de composición de poesías rusas (Novi i kratki spósob k slozhéniyu stijov rosíyskij). Contrario al pie silábico tradicional, introdujo las nociones de pie métrico y de ritmo trocaico (_U) y yámbico (U_). También determinó los géneros del soneto, el rondeau, la epístola, la oda, etc. Otras obras de sesgo también teórico son Acerca de la pureza de la lengua rusa, Sobre la comedia, Sobre el poema heroico, Consideraciones generales acerca de la oda (1734) etc.
En 1741, a la muerte de Ana de Rusia, su fama literaria decayó y Mijaíl Lomonósov lo sobrepasó como poeta, provocando que Trediakovski cayera en la pobreza. A pesar de ello, en 1742 se casó y tres años más tarde fue elegido profesor de elocuencia en la Academia. En 1752 publicó sus obras completas en dos volúmenes. 
Fue un traductor fecundísimo: vertió cientos de obras clásicas grecolatinas al ruso, y también filosofía medieval y contemporánea. Tradujo al ruso dos veces (la primera vez, su versión ardió en un incendio) los 26 tomos de la Historia antigua de Roma de Charles Rollin, su continuación, la Historia de los emperadores romanos desde Augusto hasta Constantino de Jean-Baptiste-Louis Crevier, en cuatro volúmenes; la Vida de Bacon con una exposición de su teoría filosófica; la  Argenis del utopista inglés John Barclay; el Eunuchus del satírico dramaturgo romano Publio Terencio Africano y El arte poética de Horacio y el de Nicolás Boileau. En 1766 publicó una traducción libre en hexámetros de la novela en prosa Las aventuras de Telémaco de François Fénelon: Telemajida, de la cual la Corte hizo mofa porque, después de la poesía de Lomonósov, los versos de Trediakovski resultaban pesados y arcaicos. Abogó por la «transposición cultural» у la "emulación del traductor y el autor" en sus traducciones.

## Obras escogidas

### Obras teatrales
- Jasón, drama (perdido)
- Tito, el hijo de Vespasiano, drama (perdido)
- Deidamia, tragedia (1750)

### Poema extenso
- Teóptia (1754), poema filosófico

### Versos
- Elegía sobre el muerte de Pedro el Grande (1725)
- Cancioneta (1725)
- Elogio a Rusia (1728)
- Versos sobre fuerza de amor (1730)
- Cancioneta amorosa (1730)
- Oda sobre la rendición de Gdańsk (1734, 1752)
- 51 fábulas

### Obras teóricas
- Nuevo y conciso método de composición de poesías rusas (1735)
- Diálogo entre un extranjero y un ruso sobre la ortografía vieja y nueva (1748)
- Reflexiones sobre los orígenes de la poesía y del verso (1752)
- Sobre antigua, media y moderna versificación rusa (1755)
- “Prefacio" a Telemajida (1756)
- Acerca de la pureza de la lengua rusa
- Sobre la comedia.
- Sobre el poema heroico.
- Sobre la oda.